# Еторме
Еторме (фр. Etormay) насеље је и општина у источном делу централне Француске у региону Бургоња, у департману Златна обала која припада префектури Монбар.
По подацима из 2011. године у општини је живело 82 становника, а густина насељености је износила 6,51 становника/km². Општина се простире на површини од 12,6 km². Налази се на средњој надморској висини од 415 метара (максималној 422 m, а минималној 355 m).

## Демографија
| 1962. | 1968. | 1975. | 1982. | 1990. | 1999. | 2011. |
| ----- | ----- | ----- | ----- | ----- | ----- | ----- |
| 56    | 70    | 71    | 75    | 53    | 47    | 82    |

График промене броја становника у току последњих година